# Antoine Le Prestre de Vauban
Antoine Le Prestre de Vauban, dit Dupuy-Vauban, est un ingénieur général du Génie et un lieutenant général français ayant servi sous les rois Louis XIV et Louis XV. Il est parent du maréchal de Vauban.

## États de service
Lieutenant de cavalerie en 1672, il sert en Hollande sous le maréchal de Turenne, puis est affecté au régiment de Normandie en 1673. Cette année-là, il est nommé ingénieur ordinaire du Génie. Sa première affectation dans cette fonction intervient au siège de Besançon (1674) où il est blessé. Il est brigadier des armées du Roi en 1693, puis commandeur de Saint-Louis en 1694, directeur des fortifications d'Arras en 1701, maréchal de camp en 1702, gouverneur de Béthune en 1704, lieutenant général des armées du Roi (1704), Grand'croix de Saint-Louis (1715, après une admission en 1710). À sa mise à la retraite, il totalise 52 années de service, 44 sièges, 16 blessures.

### Sièges, défenses et batailles notoires auxquels il a participé
- Besançon (1674), blessé
- Courtrai (1683), blessé
- Philippsburg (1688)
- Mannheim (1688)
- Franckenthal (1688)
- Neerwinden (bataille de 1693)
- Charleroi (1693)
- Ath (1697)
- Brisach (1704), sous les maréchaux Tallard et Vauban
- Lille (défense du siège de 1708) ; capitulation après 4,5 mois
- Béthune (défense du siège de 1710), capitulation de la petite garnison après 42 jours de résistance
- Barcelone sous le maréchal de Berwick (1714)

## Famille
"Neveu à la mode de Bourgogne" du maréchal de Vauban auquel il a vendu le fief de Vauban en 1684.
Ses parents :
- Paul Le Prestre de Vauban (- 1703), écuyer, seigneur de Vauban, gouverneur de la citadelle de Lille
- Anne de Guesdin (av 1630 -)

Son épouse et ses enfants :
- Anne Henriette de Busseul (1677 - 1752), dame de Saint-Sernin, dont
  - Jacques-Philippe (1696 - 1760)
  - Jeanne-Louise (- 1769)
  - Louis-Gabriel (1706 - 1760)
    - Jacques Le Prestre de Vauban (1754-1816), maréchal de camp

  - Perette (-1722)